# Na Stožeckou skálu
Na Stožeckou skálu je naučná stezka v NP Šumava a částečně též v PP Stožecká skála. Její délka je 1,5 km (s cestou zpět 3 km) a na trase je rozmístěno 5 informačních panelů. Ty seznamují návštěvníky s okolím obce Stožec a jeho přírodovědnou, národopisnou a kulturní hodnotou. Stezka začíná na rozcestníku Pod Stožeckou kaplí a následně kopíruje odbočku modré turistické značky (původní z Českých Žlebů na Černý Kříž, odbočka končí u kaple). Jedno ze zastavení je u Stožecké kaple (správně kaple Panny Marie) a od ní možný výstup na Stožeckou skálu se zbytky jménem neznámého hradu a rozhledem po Trojmezenské hornatině.